# Инуи, Юкико
Юкико Инуи (род. 4 декабря 1990, Омихатиман, Сига) — японская синхронистка. Трёхкратная чемпионка мира 2022 и 2023 годов. Призёр чемпионата мира 2019 года.

## Биография
Увлеклась художественным плаванием в детском саду и начала ходить в Shiga Synchro Club в первом классе начальной школы.
В июле 2008 года он участвовала в чемпионате мира по художественному плаванию среди юниоров, проходившем в России, и завоевал серебряную медаль в дуэте и бронзовую медаль в команде. Окончил среднюю школу братьев Оми в 2009 году и поступил в университет Рицумейкан. В том же году он выиграл дуэт чемпионата Японии и занял третье место в дуэте чемпионата мира 2010 года.
Юкико соревновалась как в женском дуэте со своей партнершей Тисой Кобаяси, так и в женских командных соревнованиях на летних Олимпийских играх 2012 года; она заняла пятое место в обоих соревнованиях.
Инуи также постоянная участница чемпионатов мира по водным видам спорта. На Азиатских играх спортсменка завоевала шесть серебряных медалей в Гуанчжоу и Инчхоне.
На лондонской Олимпиаде она заняла пятое место в дуэте в паре с Кобаяси в командных соревнованиях. Участвовала в Олимпийских играх в Рио-де-Жанейро в августе 2016 года и выиграла бронзовую медаль в дуэте с Мицуи Рико, такого же результата добилась и в составе команды.